# Petisoperías
Petisoperías es una historieta de Superlópez, creada por el autor Jan en 1989.

## Trayectoria editorial
Apareció por primera vez en  el número 49 de la revista Superlópez en 1989. y más tarde en el decimoquinto álbum de la Colección Olé! del personaje como complemento de La espantosa, extraña, terrífica historieta de los petisos carambanales.

## Argumento
Juan López se despierta tarde y al ir al trabajo tiene un accidente de tráfico. Se despierta como Superlópez atado por cientos de petisos. El petiso traductor Tiso le explica que debió aparecer en su planeta, Tirán-Lirán, a través de algún salto dimensional (al estilo de la novela Una princesa de Marte) y le lleva a visitar su mundo. Los petisos han imitado en todo la civilización humana incluyendo la contaminación, "huevomóviles" y armas nucleares. En el planeta hay dos civilizaciones enfrentadas: los tiranios y los liranios. Cuando el jefe de los primeros le pide ayuda a Superlópez para luchar contra los segundos, éste, indignado, marcha al otro lado del planeta. Los liranios son fanáticos religiosos que adoran la figura de su "padre", Superlópez. Cuando este les explica que él no es ningún dios le acusan de blasfemia, por lo que tiene que huir. Finalmente los petisos acaban destruyendo el planeta con sus armas nucleares. López se despierta en el hospital (en la Tierra) donde le explican que tiene la taba fracturada por el accidente de tráfico. Al levantar la bandeja de la comida aparece el petiso Tiso.